# Damares
Damares Alvez de Oliveira Bezerra (née le 30 janvier 1980 à Umuarama, Paraná) est une chanteuse brésilienne de gospel. Elle a reçu  des récompenses musicales de Troféu Talento et Troféu Promessas et a deux disques de diamant.

## Biographie
Damares est née dans la ville de Umuarama, dans l'état de Paraná. C'est la fille de Antonio et Rosa Maria Alvez Bezerra, dont Damares est la plus jeune des sept enfants. Elle étudie à L'école municipale Agusto Anges. À l'âge de 16 ans, elle se marie.

## Carrière nationale
En 1997, Damares sort son premier album Ásas de Águia. En 1998, elle sort son deuxième album A Vitória é Nossa. En 2002, Damares sort l'album Agenda de Deus. Deux ans plus tard, Melk Carvalhêdo, collabore avec la chanteuse, et de leur partenariat naît l'album O Deus que Faz, qui s'écoule à plus 100 millions d'exemplaires. Diário de um Vencedor, sorti en 2006 lui vaut un disque d'or, toujours réalisé en collaboration avec Melk Carvalhêdo.
En 2008, l'album Apocalipse entraîne la reconnaissance au niveau national de Damares, et lui permet d'obtenir un contrat avec la société d'enregistrement Sony Music. L'album est vendu à plus de six cent mille exemplaires. Il lui vaut également plusieurs nominations Troféu Talento (Album de l'année, Chanson de l'année…).
Dans l'année 2009, Damares enregistre son premier album live, intitulé Minha Vitória tem Sabor de Mel - Ao Vivo. Il est enregistré au Curitiba Master Hall. L'année suivante, sort son septième album appelé Diamante, certifié disque de platine. 

## Discographie
- 1997 : Asas de Águia
- 1999 : A Vitória é Nossa
- 2002 : Agenda de Deus
- 2004 : O Deus que Faz
- 2006 : Diário de um Vencedor
- 2008 : Apocalipse
- 2010 : Diamante
- 2013 : O Maior Troféu

Albums live
- 2009 : A Minha Vitória Tem Sabor de Mel
- 2012 : Ao Vivo